# 博物館網走監獄
博物館網走監獄（はくぶつかんあばしりかんごく）は、北海道網走市にある博物館。明治から網走と深い関わりを持っている網走刑務所の旧建造物を保存公開している野外博物館。国の名勝に指定されている天都山の中腹に位置し、網走国定公園のエリア内にある。なお現行の網走刑務所は、本博物館より約3km離れた場所に位置する。
1985年（昭和60年）10月10日に公開開始となった「五翼放射状平屋舎房」は、刑務所の施設としては日本国内最古であり、木造の行刑建築としては世界最古となっている。
無料・有料のガイドツアーがある。実際に刑務所の食堂として使用していた「網走刑務所旧二見ヶ岡農場食堂棟」と「監獄食堂」では、現在の網走刑務所で収容者が食べている食事のメニューを再現した「体験監獄食」を提供している（期間限定）。実際に食べた見学者からは「意外に美味しい」と評判。

## 歴史
1973年（昭和48年）に網走刑務所の改築計画が公表され、貴重な建築物が失われることを憂慮した網走新聞社（現在は廃刊）社主の佐藤久が刑務所建築物の移築保存を提唱した。これに網走市、北海道、法務省などの関係機関も協力し、財団法人を設立するに至った。建物の移築や復原のために9億円の資金を財団が借り入れるため、佐藤は借入金の個人保証をするなどの努力があり、「刑務所施設の博物館構想」という試みに金融機関も資金を貸し付けた。
- 1980年（昭和55年）：財団法人設立認可[3]
- 1983年（昭和58年）：開館
- 1996年（平成8年）：登録博物館認定[1]
- 2005年（平成17年）：教誨堂、五翼放射状平屋舎房、二見ヶ岡農場が登録有形文化財となる。なお、これらの建造物が2016年に重要文化財に指定されたことに伴い、登録有形文化財としての登録は2016年2月9日付けで抹消されている[8]。
- 2008年（平成21年）：通算入館者1,000万人突破
- 2010年（平成22年）：行刑資料館がリニューアルし監獄歴史館となる。
- 2012年（平成24年）：網走監獄財団が公益財団法人へ移行[3]。庁舎、煉瓦造独居房、鏡橋入口哨舎、鏡橋出口哨舎、西門哨舎、裏門、裏門哨舎が登録有形文化財となる[9]。以上のうち、庁舎については2016年に重要文化財に指定されたことに伴い、登録有形文化財としての登録は2016年2月9日付けで抹消されている[8]。

- 2014年（平成26年）：鏡橋架け替え工事完了[10]。旅行口コミサイト「トリップアドバイザー」による「2014 TRAVELERS' CHOICE 人気の美術館・博物館トップ10 -日本」第10位を獲得[11]。
- 2016年（平成28年）：2月9日付けで以下の2件（8棟）の建造物が重要文化財に指定[12][13][14][15][16]。

旧網走監獄（3棟）
- 庁舎
- 舎房及び中央見張所
- 教誨堂

旧網走刑務所二見ケ岡刑務支所（二見ケ岡農場）（5棟）
- 庁舎
- 舎房
- 教誨堂及び食堂
- 鍵鎖附着所（けんさふちゃくじょ）
- 炊場（すいじょう）

## 展示施設
◎は重要文化財、○は登録有形文化財。
鏡橋（再現構築）
建築年：1891年（明治24年）、再現年：1994年（平成6年）、全長29m・幅6m
正門（再現構築）
建築年：1923年（大正13年）、再現年：1983年（昭和58年）、全長23.22m
庁舎（移築復原）◎
建築年：1912年（明治45年）、移築年：1988年（昭和63年）、500m²
教誨堂（移設復元）◎
建築年：1912年、再現年：1981年（昭和56年）、404.87m²
五翼放射状官舎（移築復原）◎
建築年：1912年（明治45年）、移築年：1985年（昭和60年）、3,333.72m²
休泊所（再現構築）
建築年：1891年（明治24年）、再現年：1983年（昭和58年）、48.6m²
味噌醤油蔵（再現構築）
建築年：1892年（明治25年）、再現年：1983年（昭和58年）、43m²
耕耘庫（再現構築）
建築年：1891年（明治24年）、再現年：1983年（昭和58年）、77.76m²
旧網走刑務所二見ヶ岡農場（移築復原）◎
建築年：1896年（明治29年）、移築年：1999年（平成11年）、1,933m²
二見ヶ岡農場作業
作業開始年：1896年（明治29年）、再現年：2000年（平成12年）
漬物庫（再現構築）
建築年：1891年（明治24年）、再現年：1983年（昭和58年）、72.9m²
浴場（再現構築）
建築年：1912年（明治45年）、再現年：1983年（昭和58年）、208.22m²
独立型独居房（再現構築）
建築年：1912年（明治45年）、再現年：1983年（昭和58年）、4.86m²
煉瓦造り独居房（移築復原）○
建築年：1919年（大正8年）頃、移築年：1991年（平成3年）、10m²
哨舎（移築復原）○
建築年：不明、移築年：1992年（平成4年）
高見張り（再現構築）
建築年：1948年（昭和23年）、再現年：1983年（昭和58年）、高さ8m
監獄歴史館
建築年：1983年（昭和58年）、1,443.58m²
網走刑務所裏門（移築復原）○
建築年：1923年（大正13年）、移築年：1995年（平成7年）、全長12m
網走刑務所水門（再現構築）
建築年：1923年（大正13年）、再現年：2002年（平成14年）、全長24m
釧路地方裁判所網走支部法廷復原棟（移築復原）
建築年：1952年（昭和27年）、移築年：1993年（平成5年）、1,142.82m²
看守長屋（再現構築）
建築年：1912年（明治45年）、再現年：2004年（平成16年）、90m²
登り窯（再現構築）

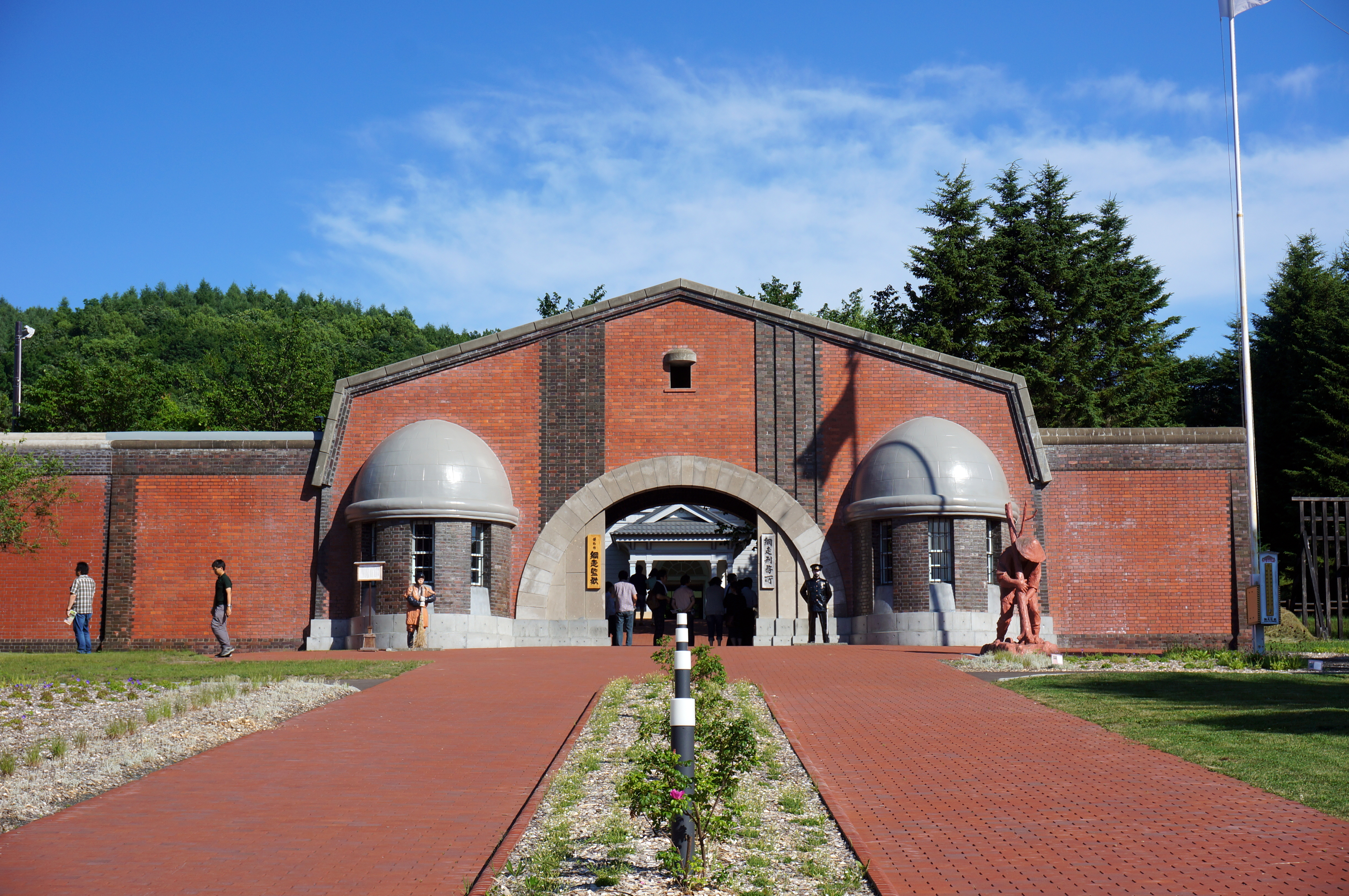
正門（2013年7月）
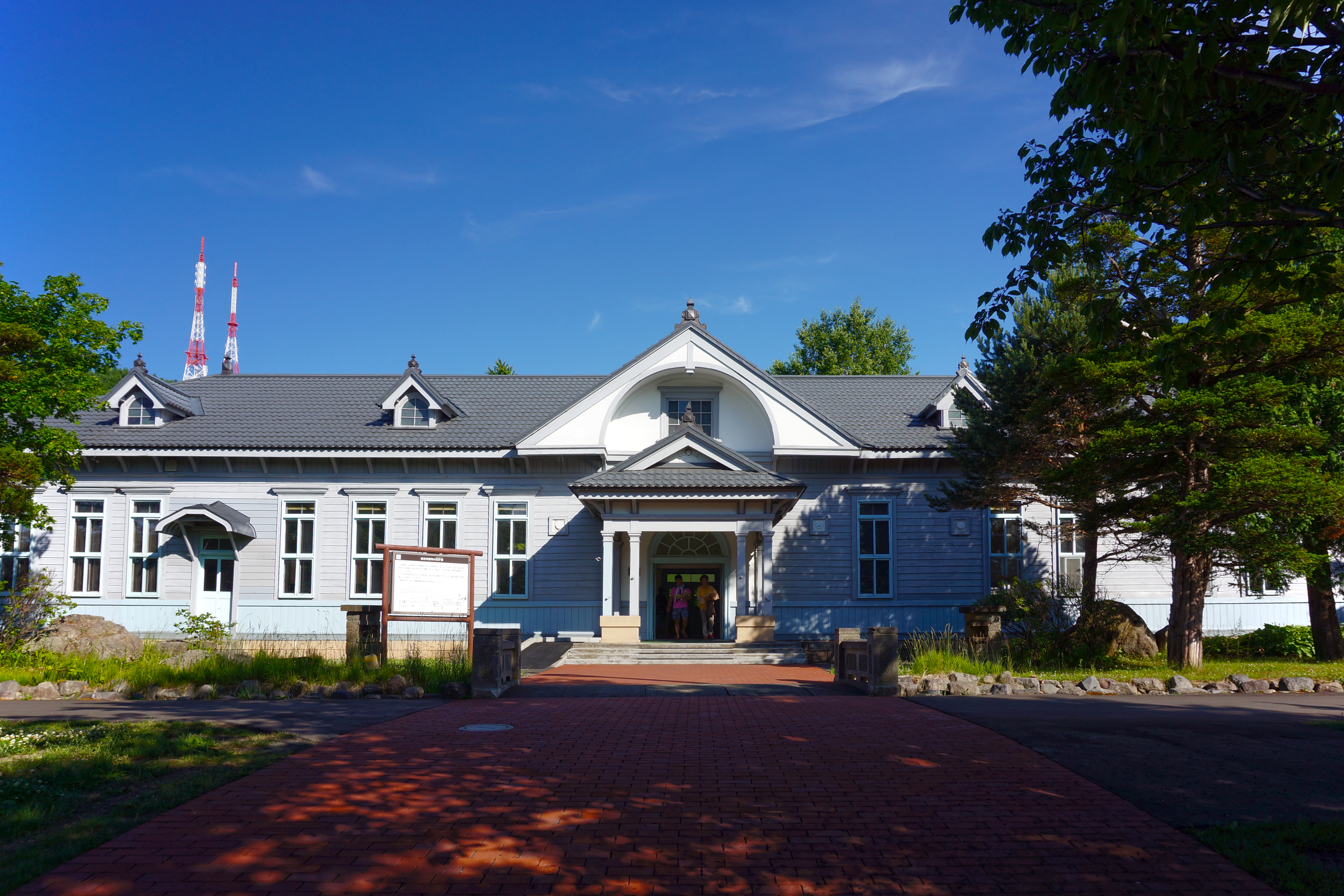
庁舎（重要文化財）（2013年7月）
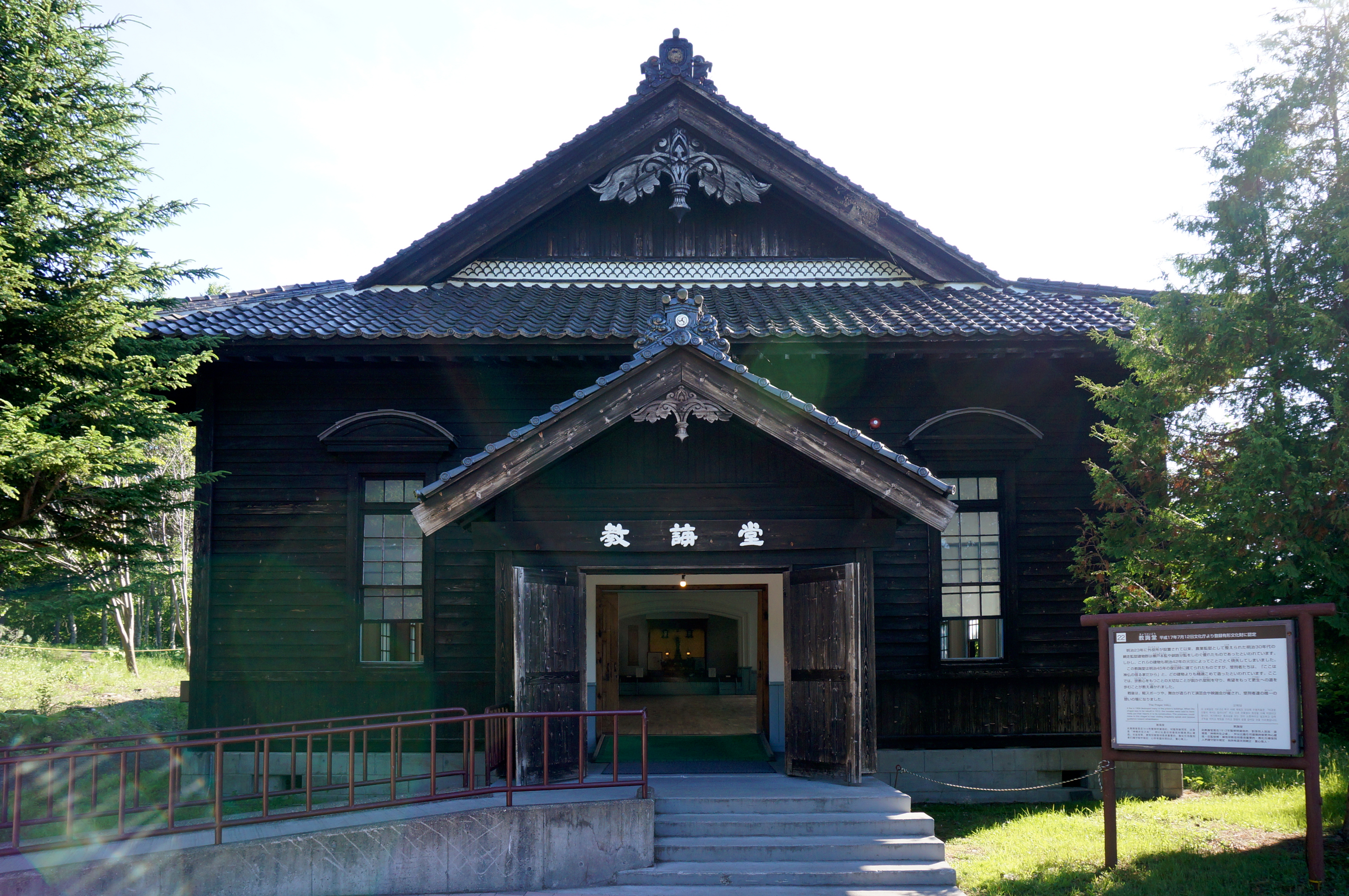
教誨堂（重要文化財）（2013年7月）
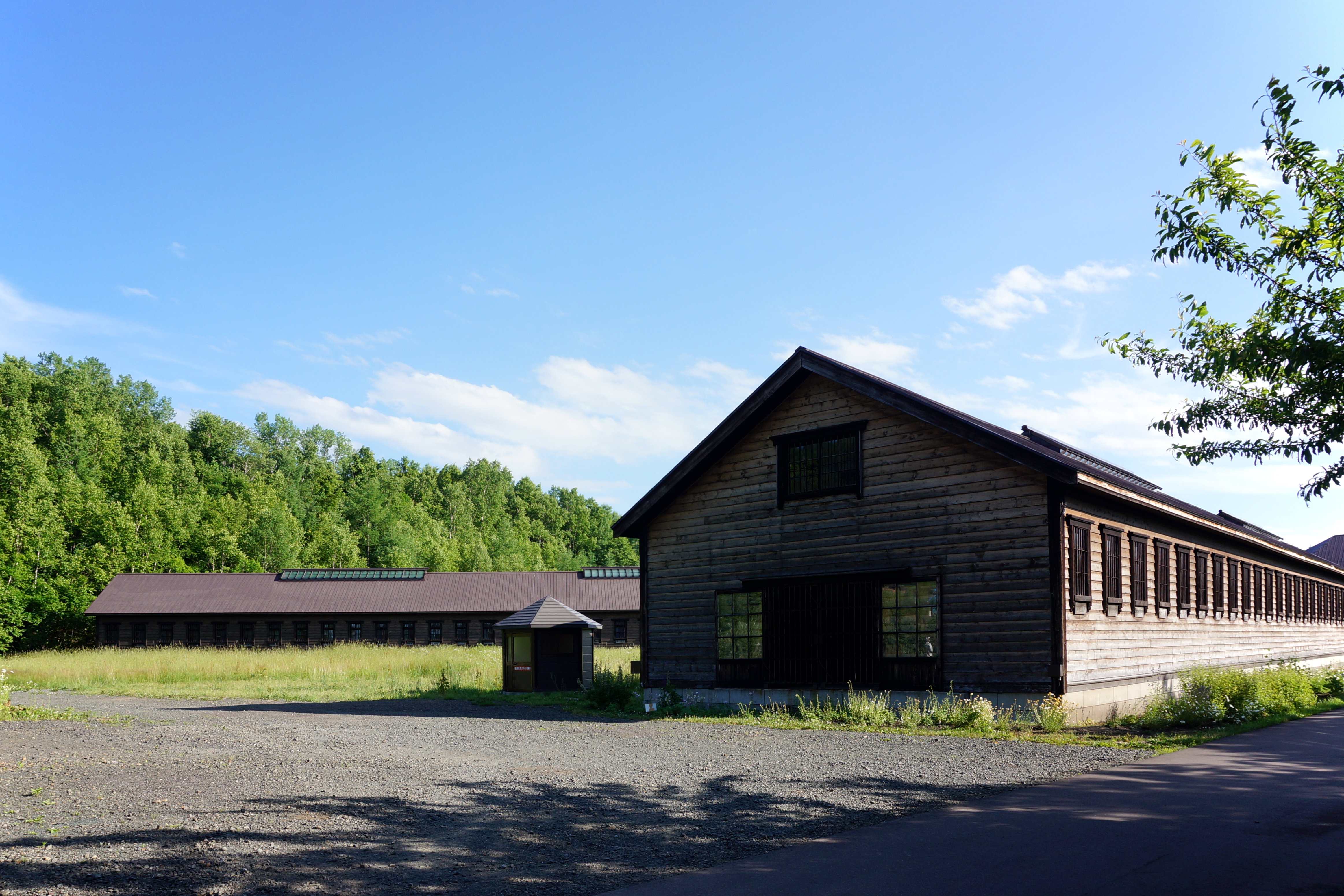
五翼放射状平屋舎房（重要文化財）（2013年7月）
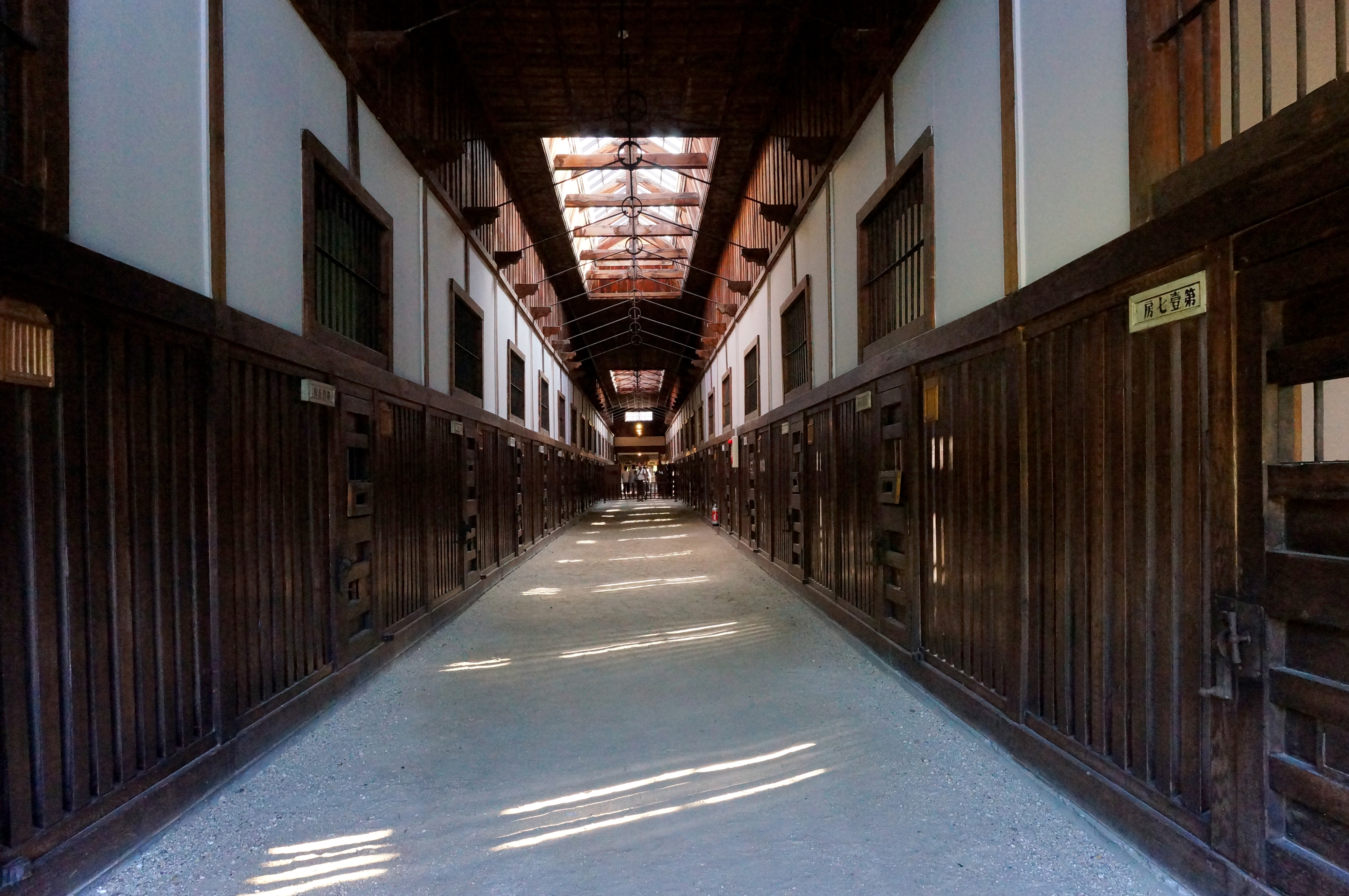
五翼放射状平屋舎房（内部）（2013年7月）
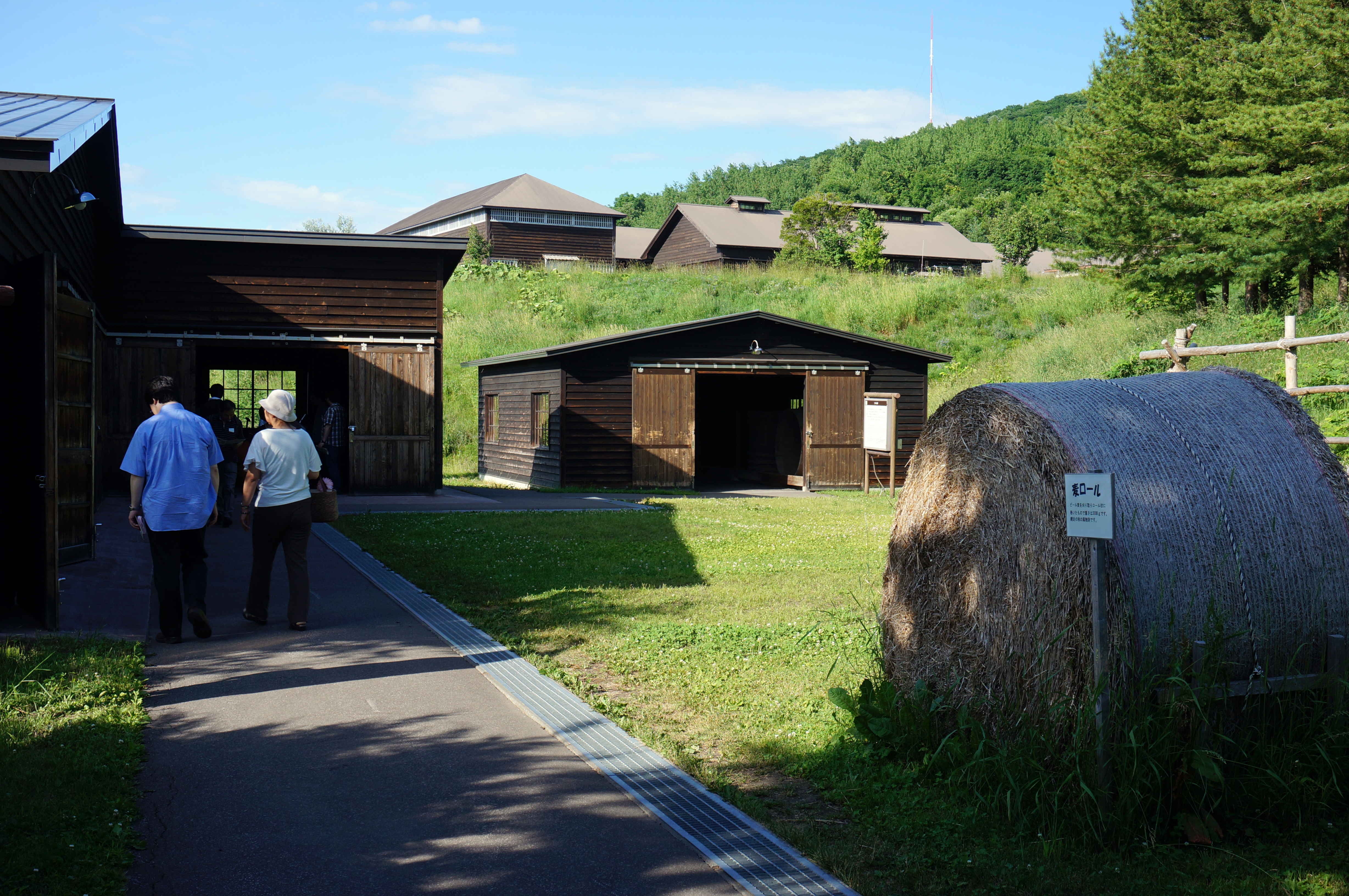
耕耘庫（左）と漬物庫（右）（2013年7月）
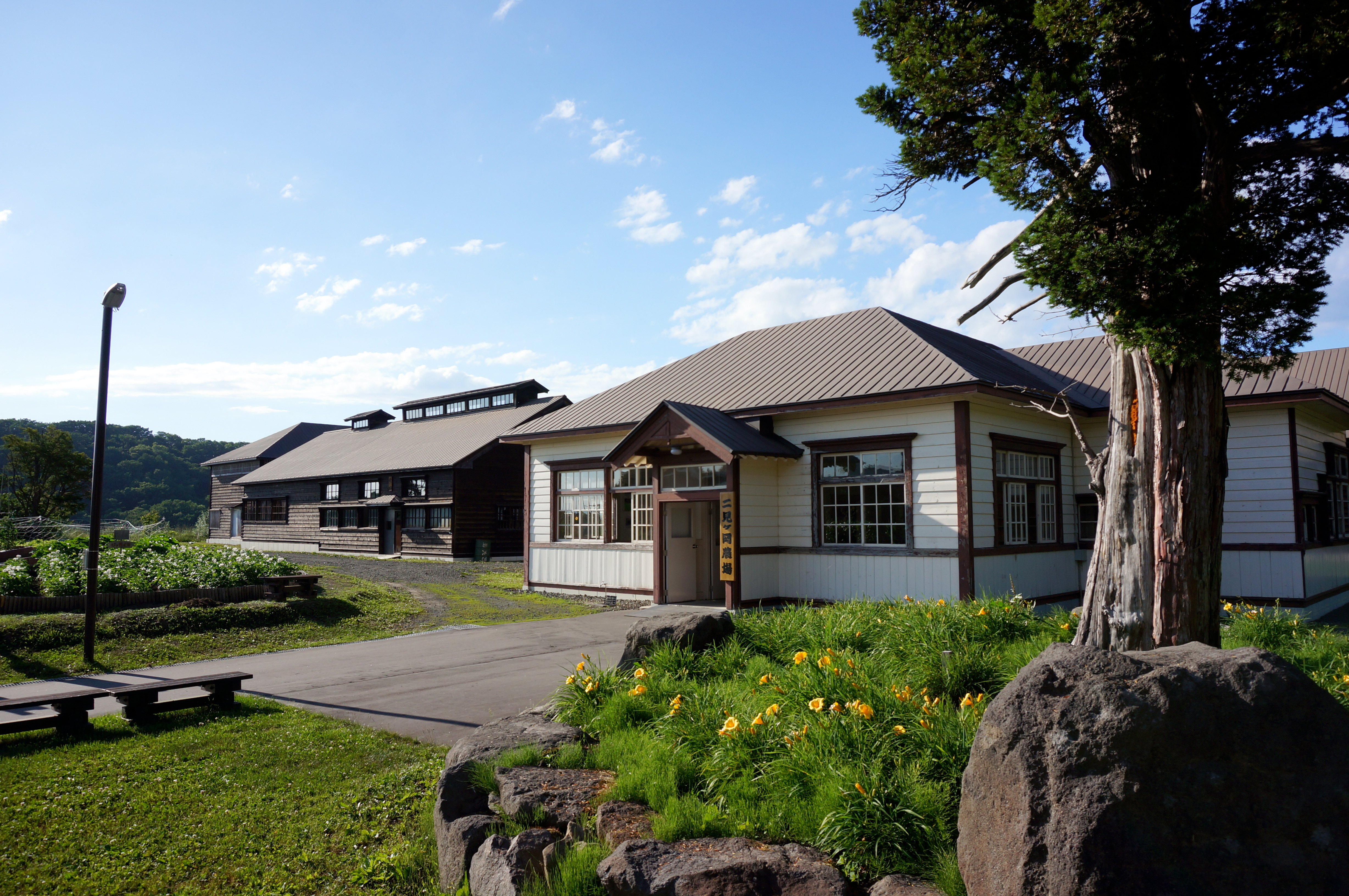
二見ヶ岡農場庁舎（手前）と炊場（奥）（重要文化財）（2013年7月）
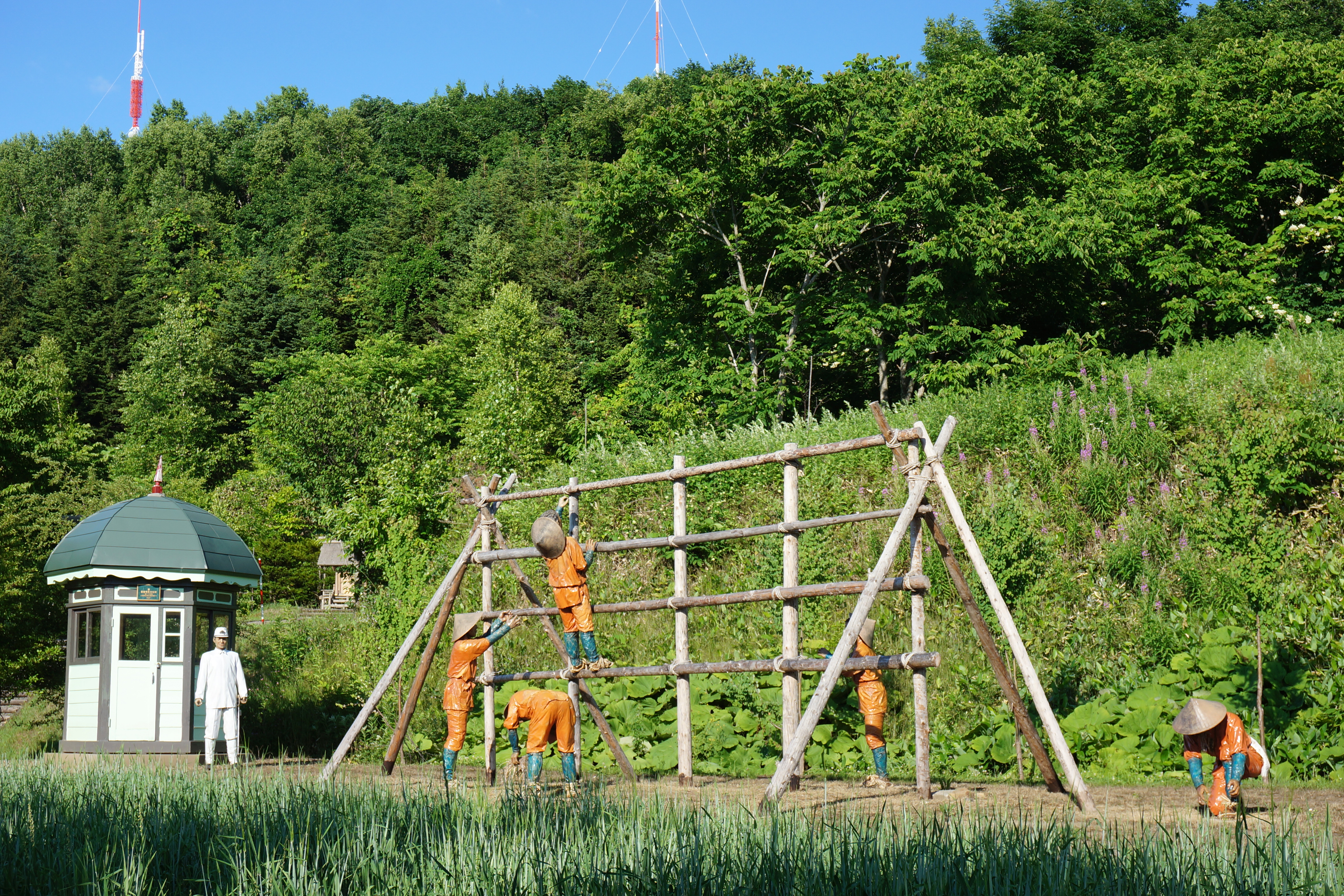
西門哨舎と二見ヶ岡農場作業（2013年7月）
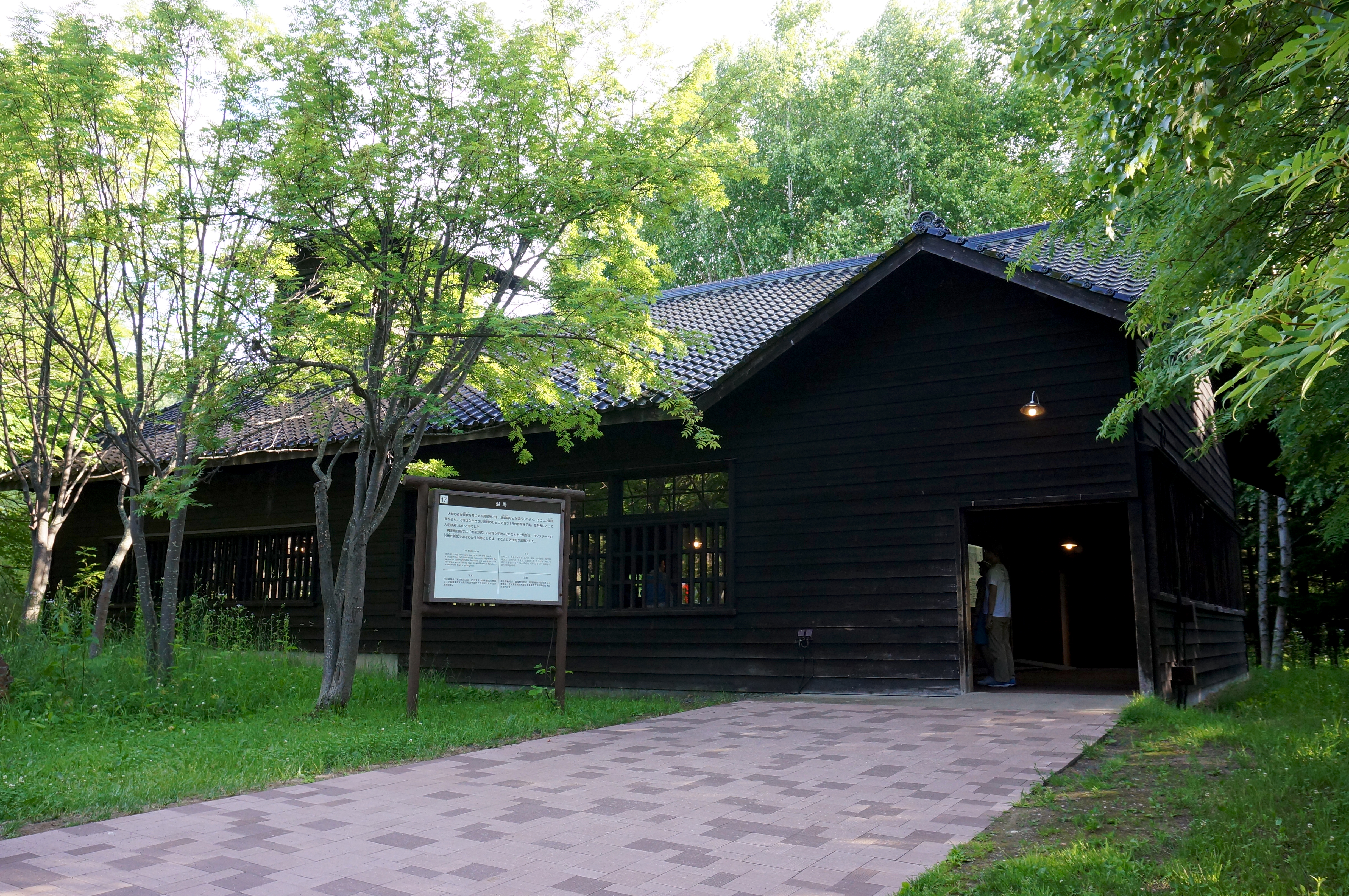
浴場（2013年7月）
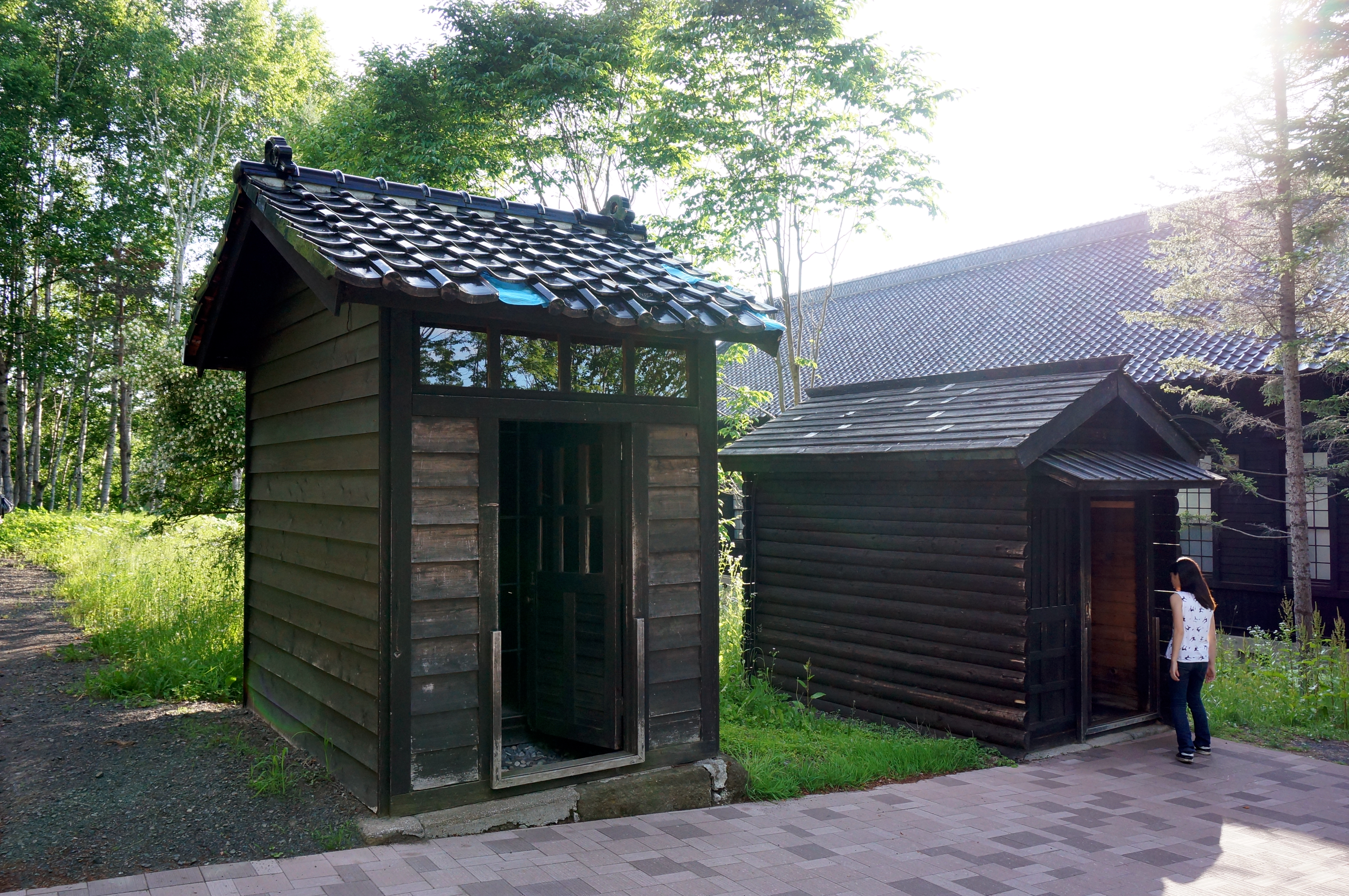
独立型独居房（2013年7月）
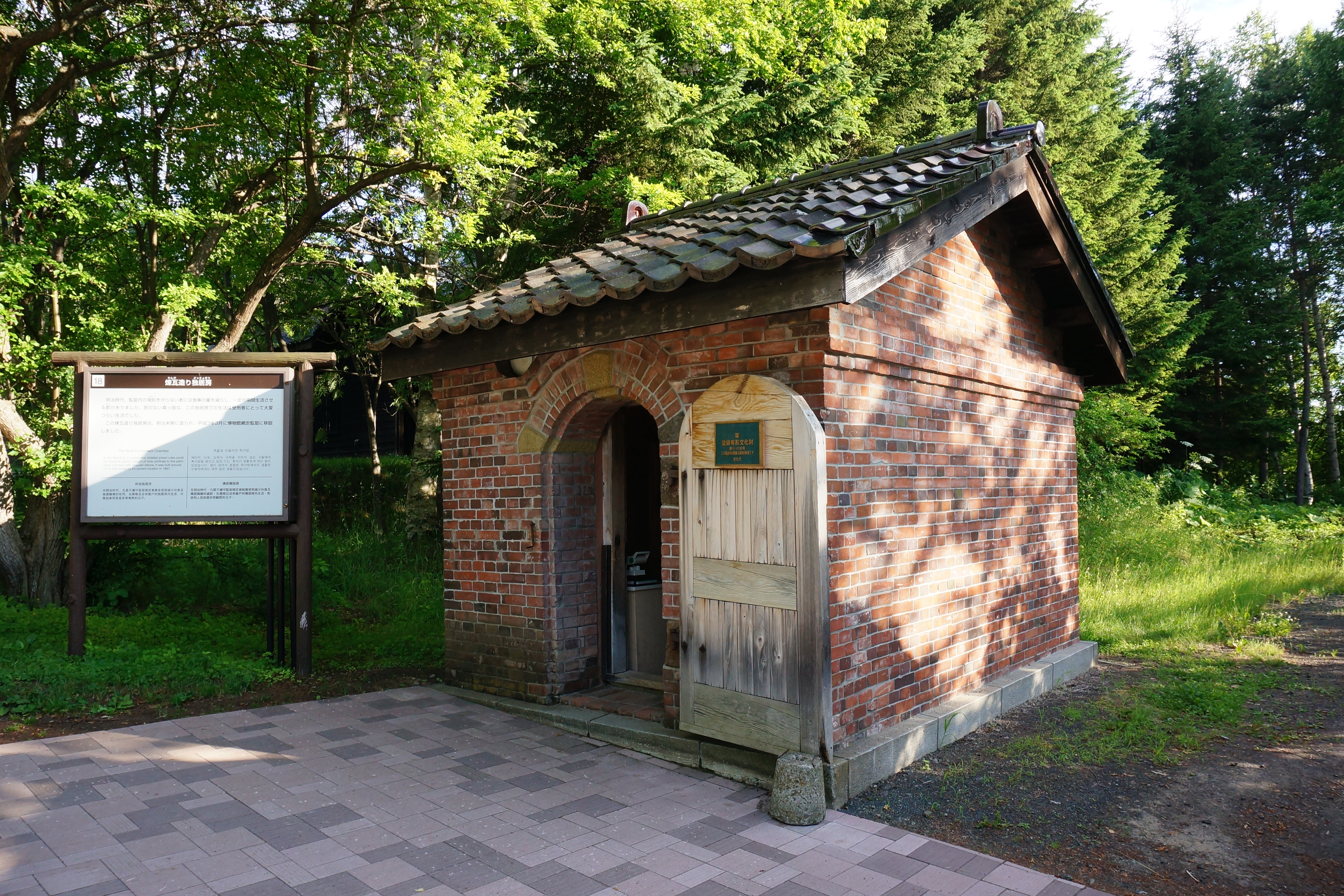
煉瓦造独居房（2013年7月）
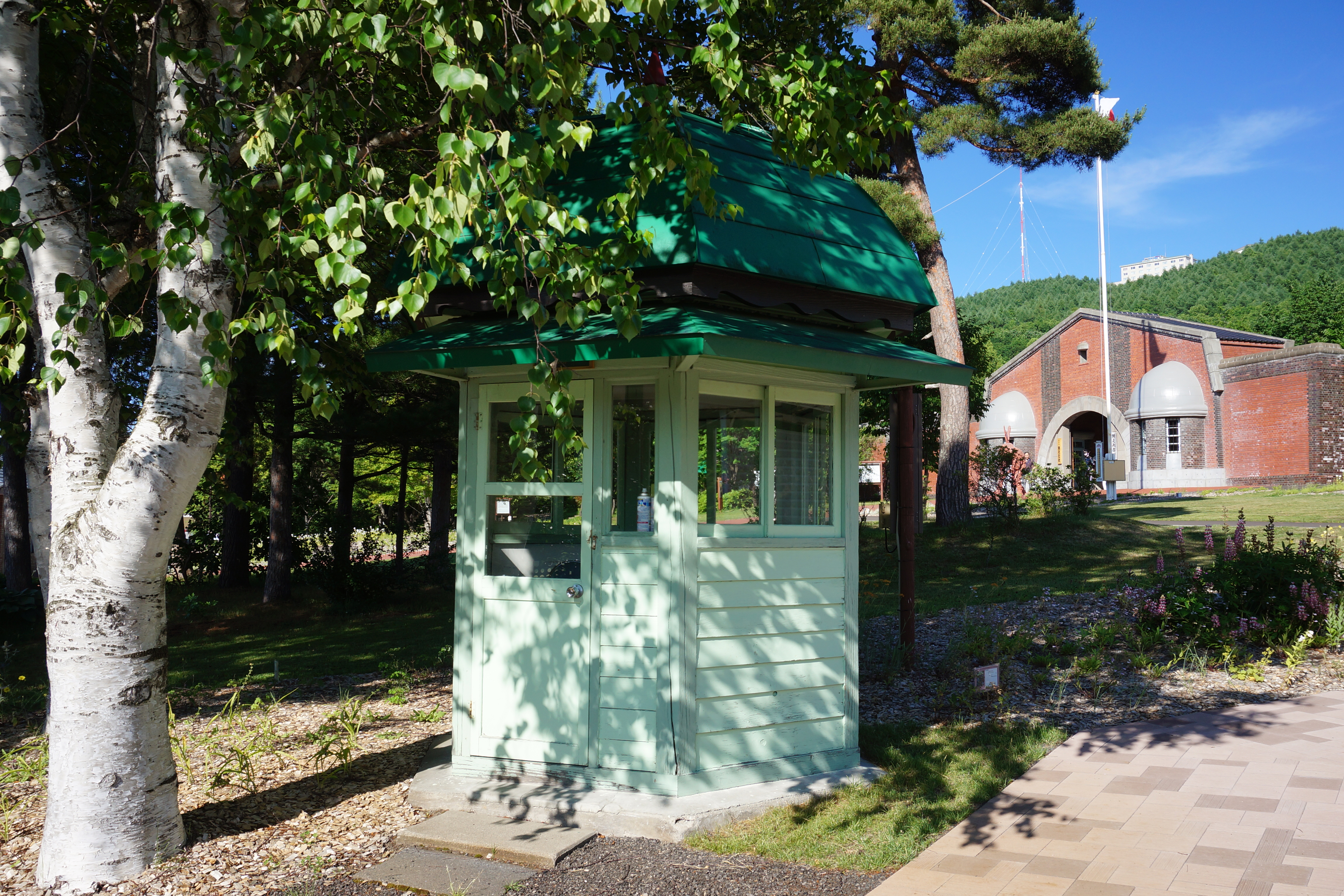
鏡橋入口哨舎（2013年7月）
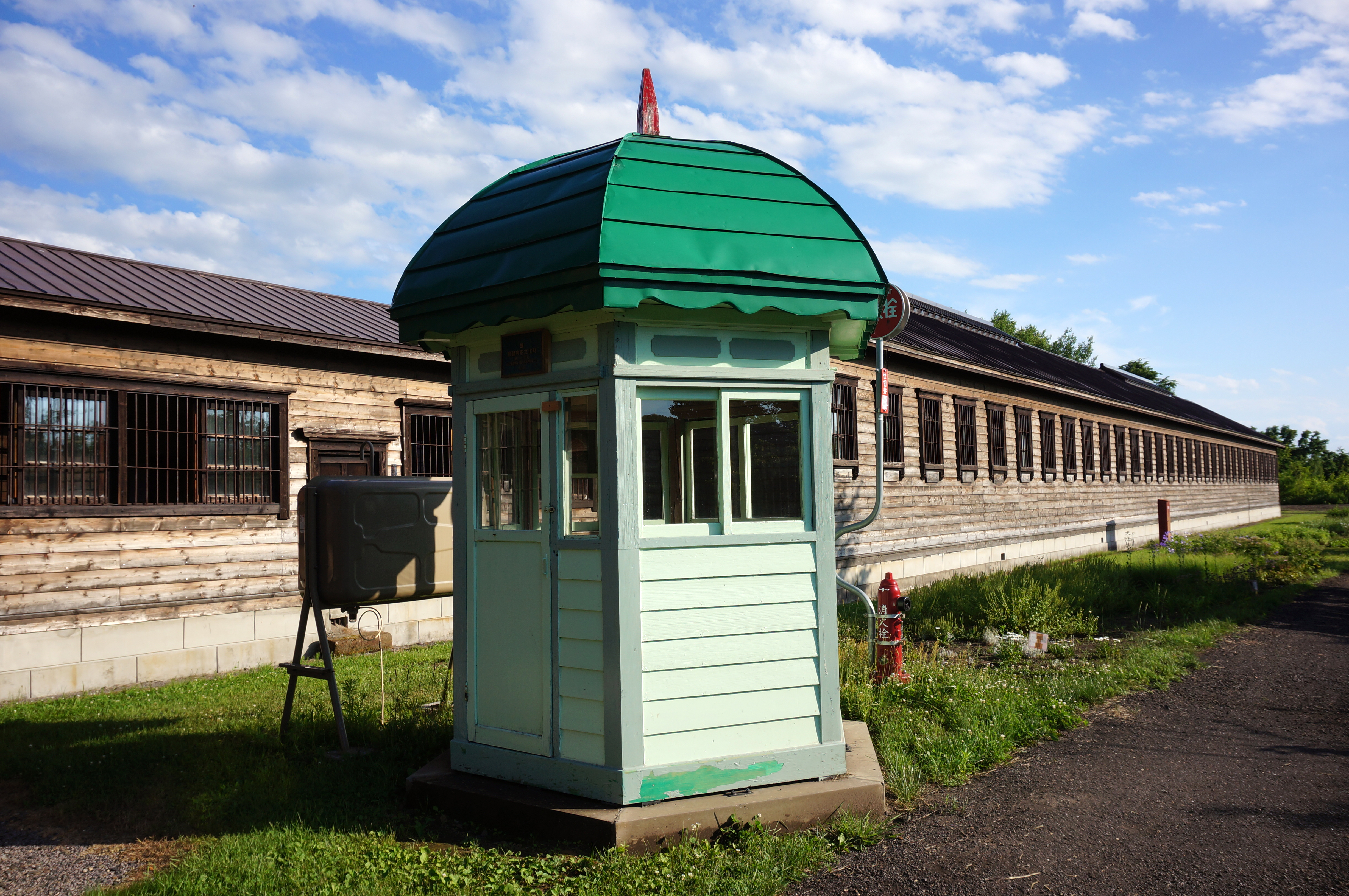
鏡橋出口哨舎（2013年7月）
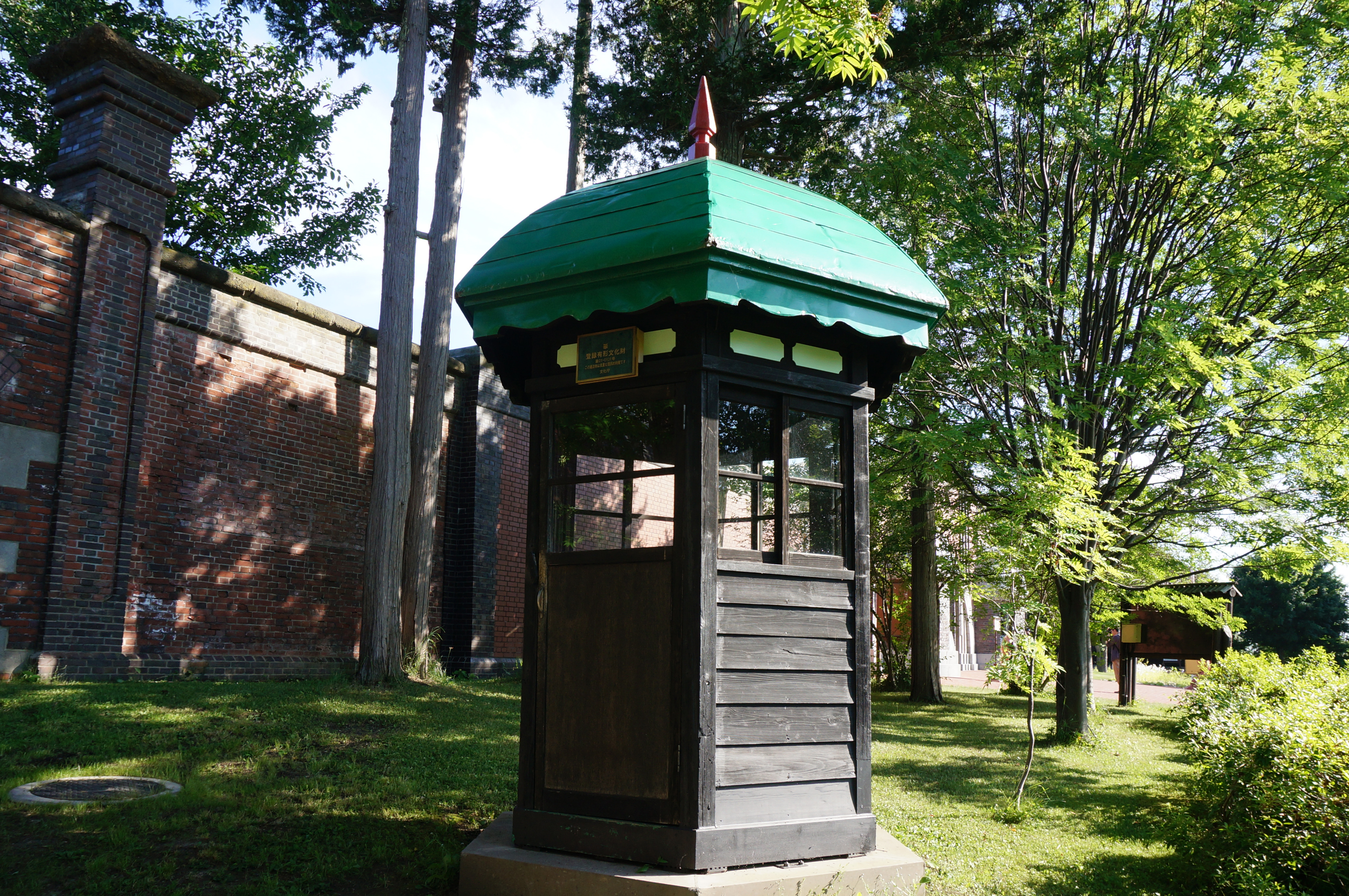
裏門哨舎（2013年7月）
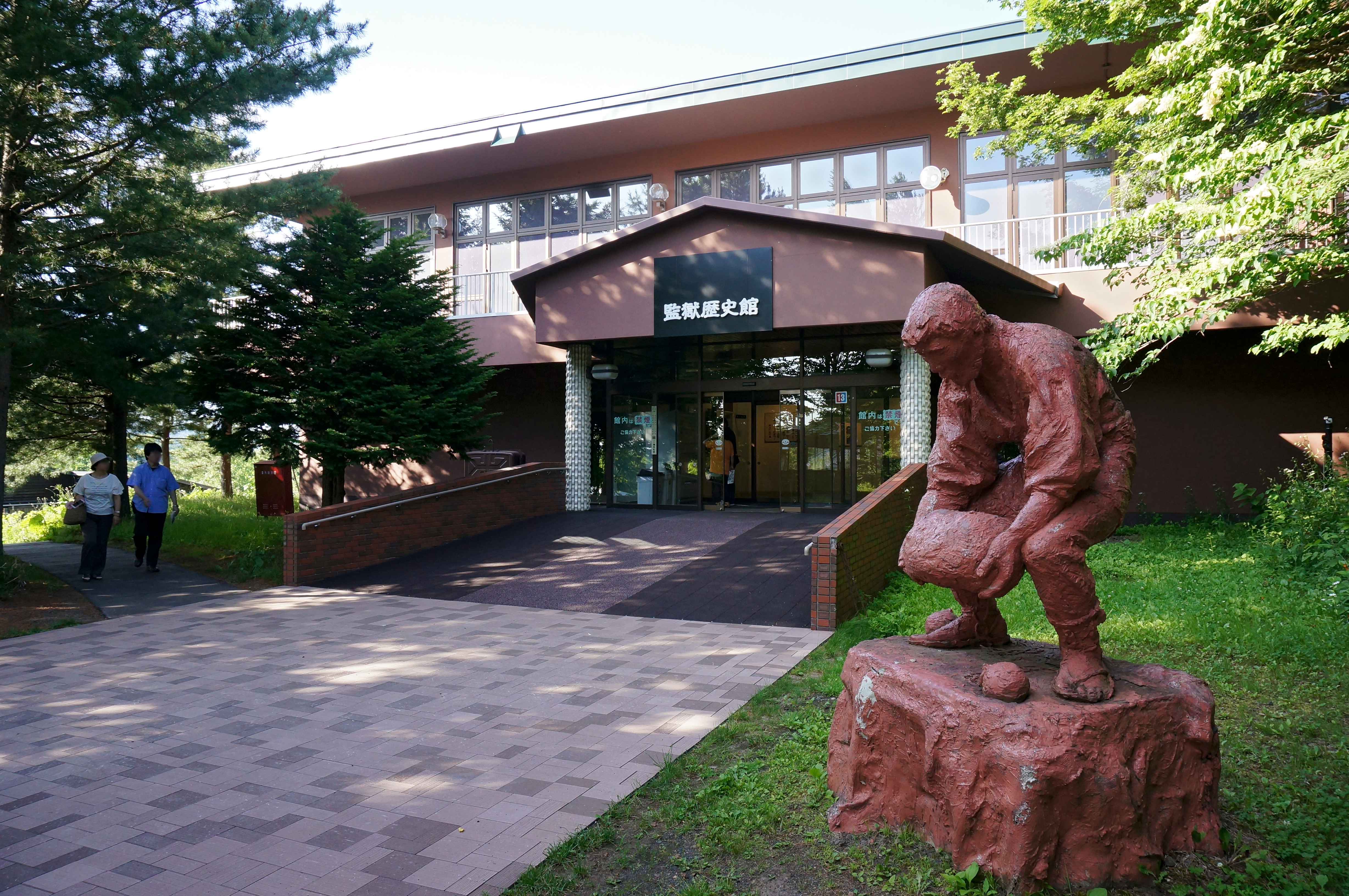
監獄歴史館（2013年7月）
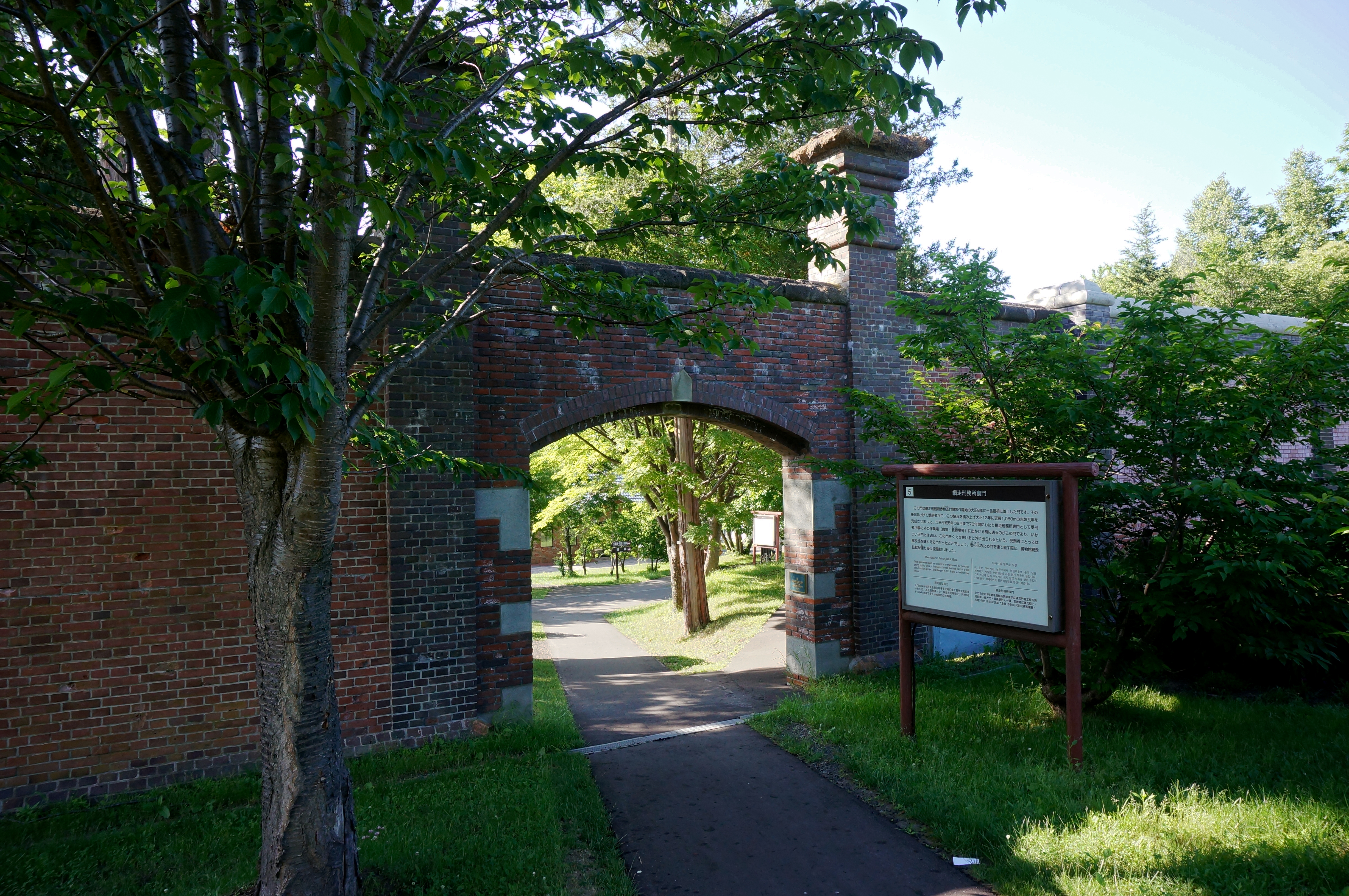
網走刑務所裏門（2013年7月）
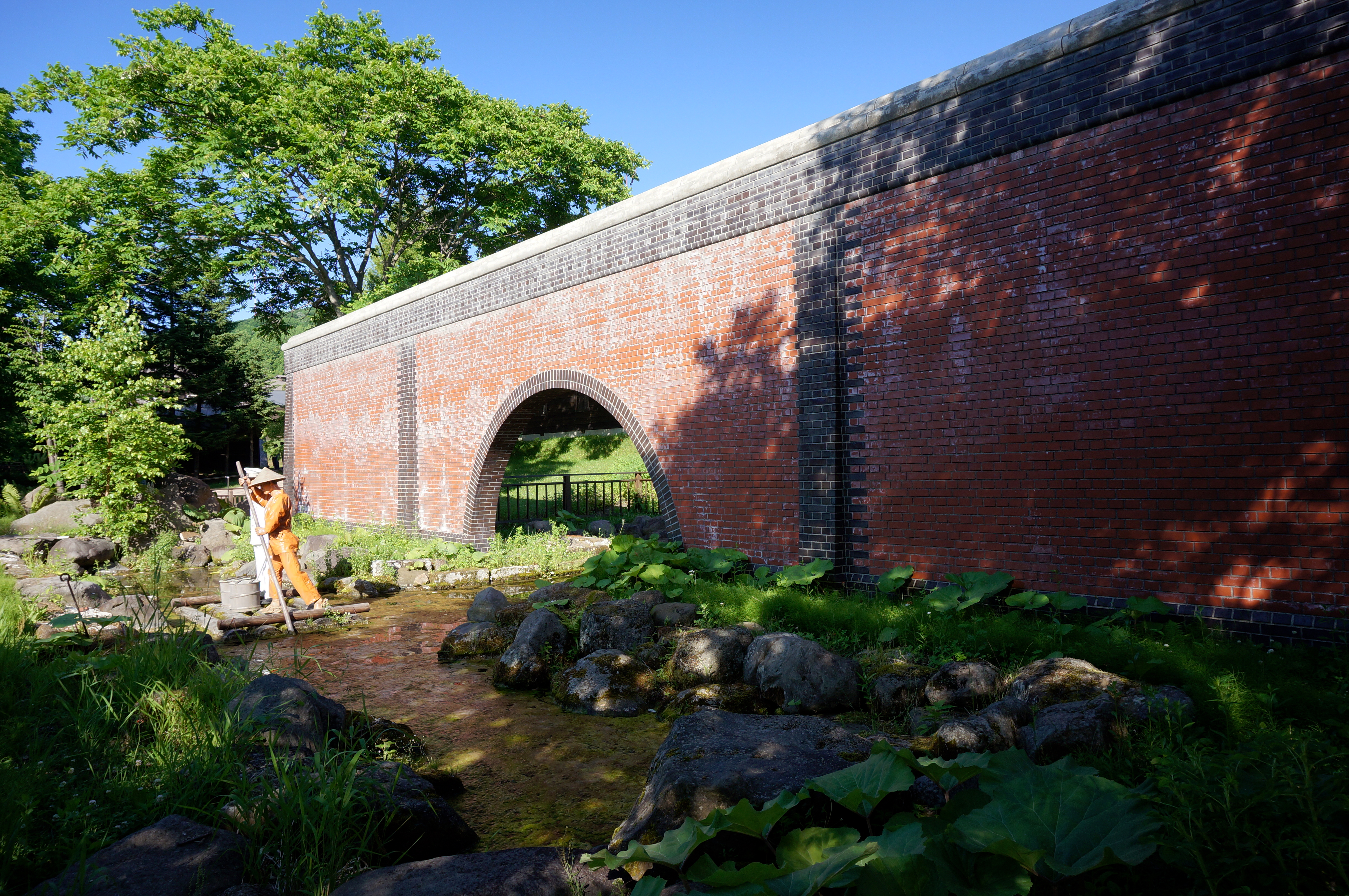
網走刑務所水門（2013年7月）
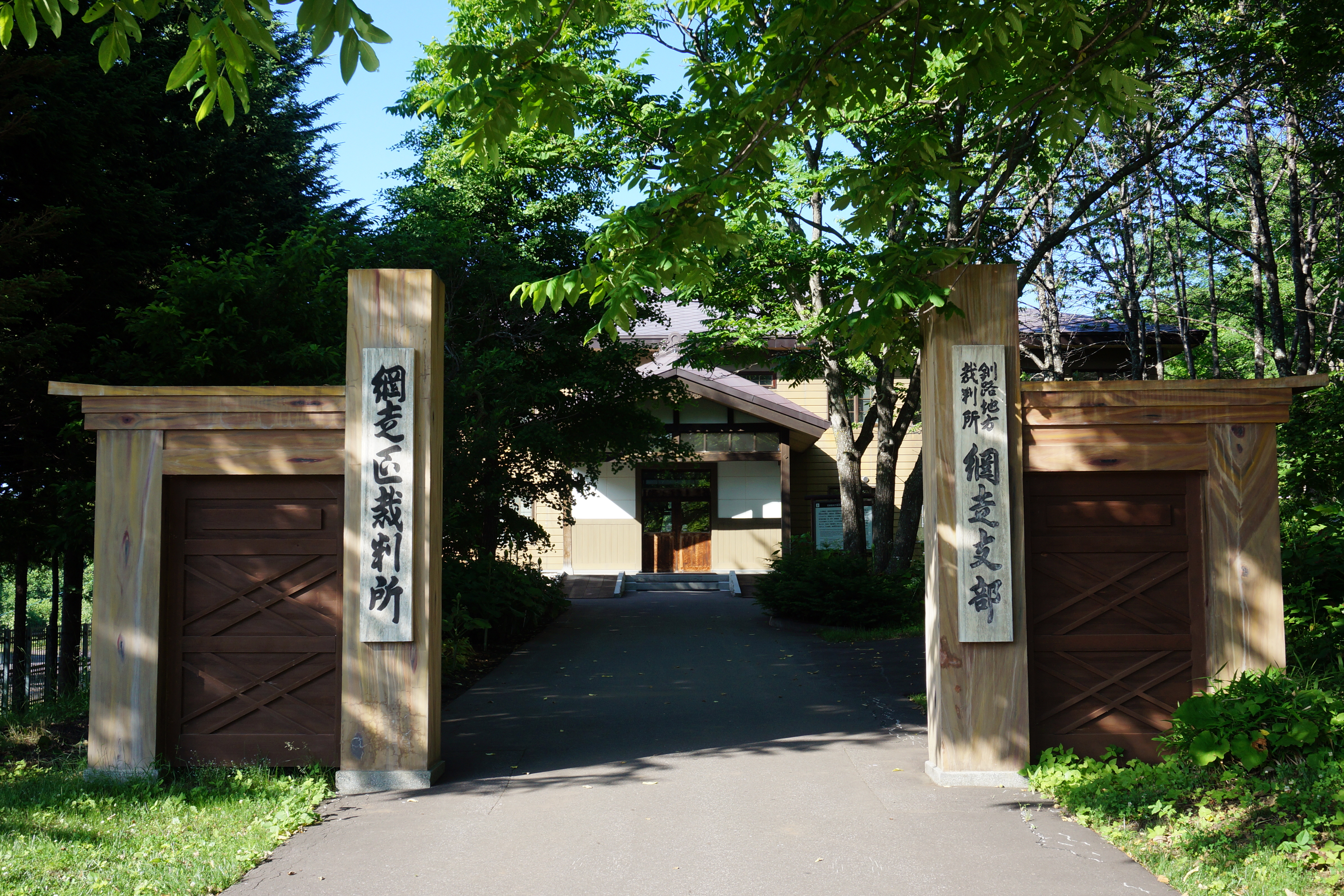
釧路地方裁判所網走支部法廷復原棟（2013年7月）
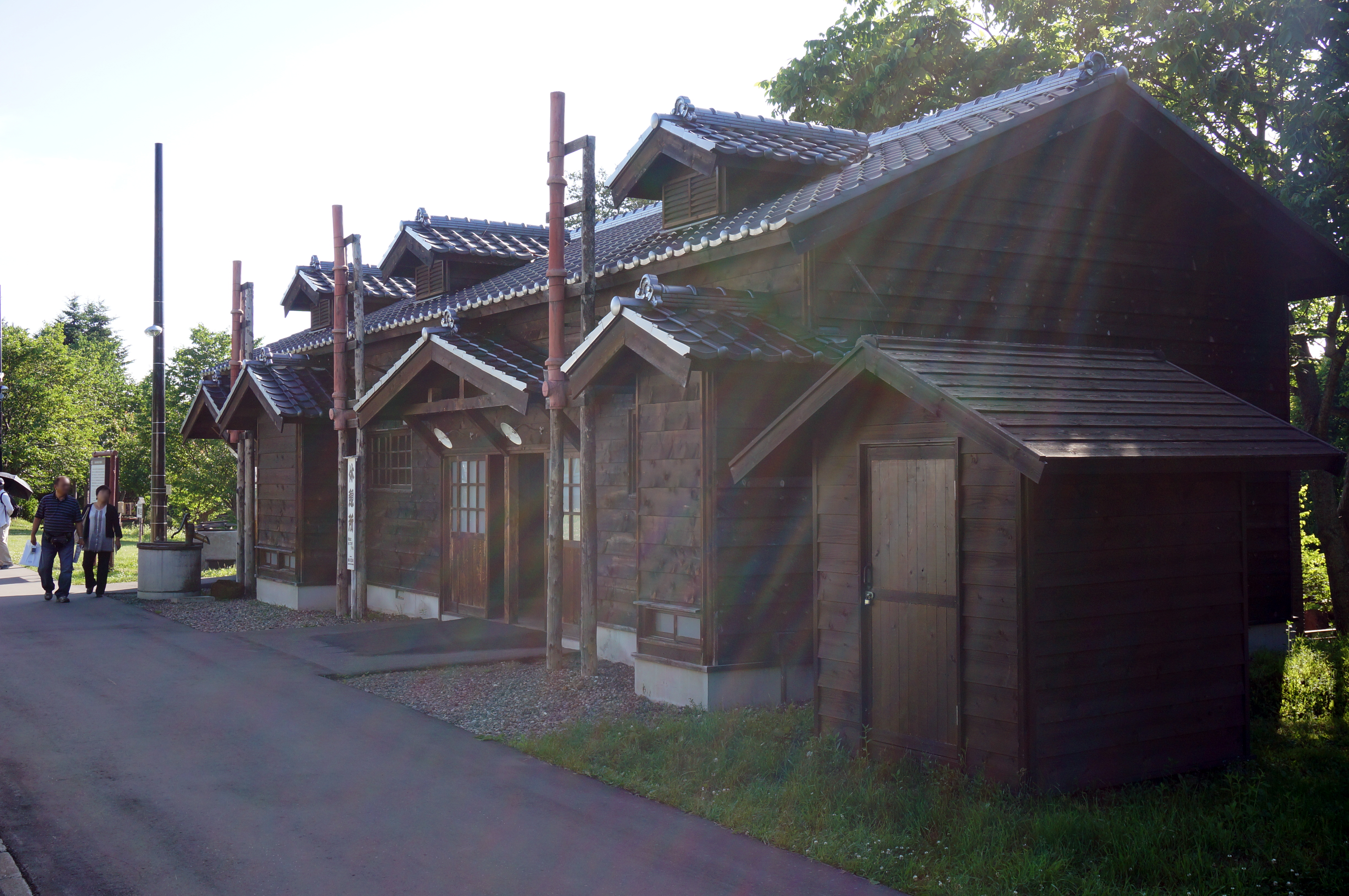
刑務所職員官舎（看守長屋）（2013年7月）

## 教育普及活動
年中行事
端午の節句、七夕、十五夜
体験講座
農園体験ワークショップなど
展覧会
収集資料展、写真展など
イベント
二見湖畔神社収穫祭、刑務作業製品展示即売会

## 網走監獄に関する作品

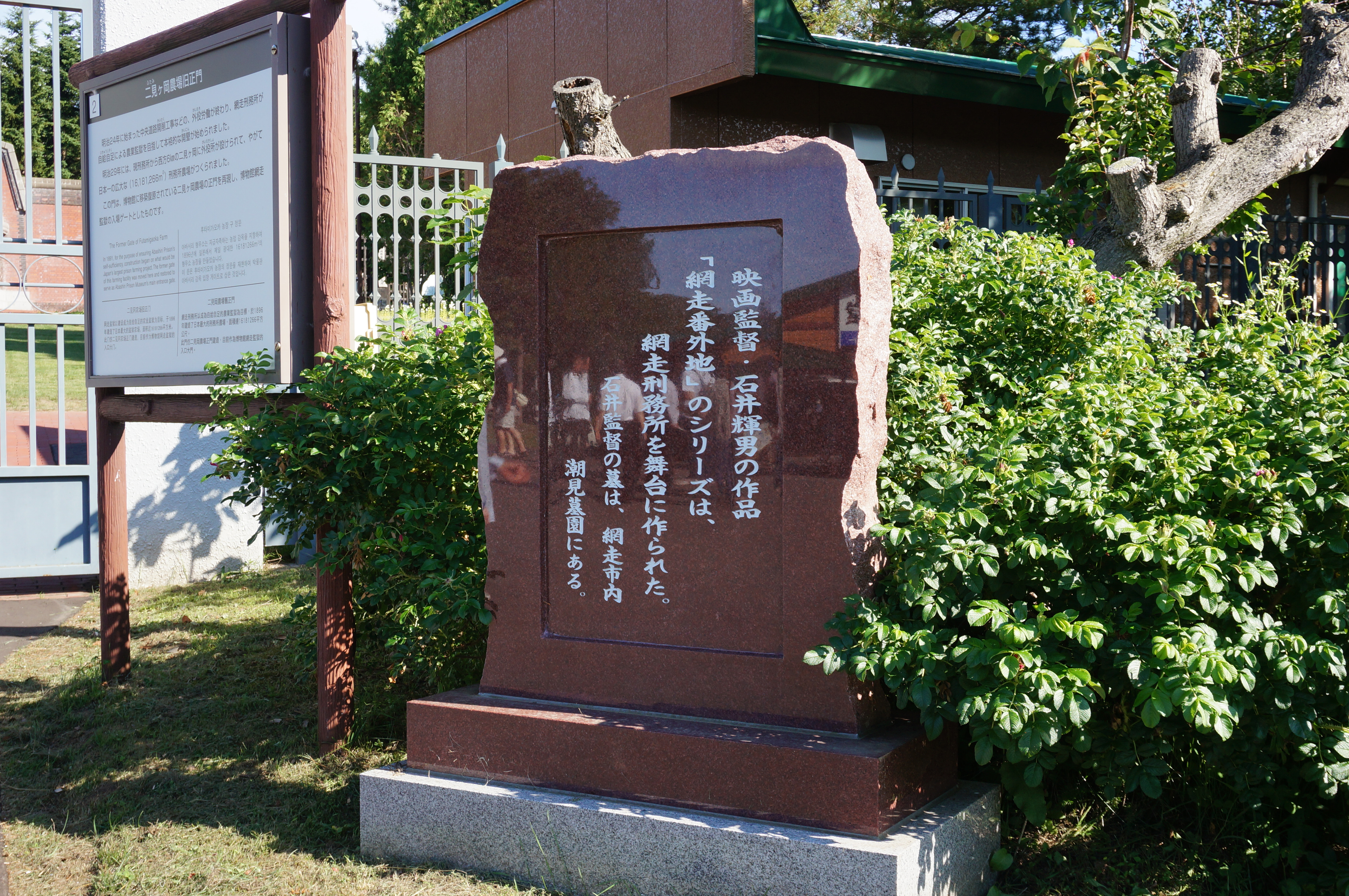
入場口前にある『網走番外地シリーズ』映画監督の石井輝男にまつわる石碑「映画『網走番外地』撮影地の碑」(2013年7月）

映画
『愛と憎しみの彼方へ』
『北海の虎』
『網走番外地 (日活)』
『地の涯に生きるもの』
『人間の條件・完結編』
『手錠にかけた恋』
『大氷原』
『網走番外地 (東映)』シリーズ
『新網走番外地』シリーズ
『裸の十九才』
『監獄人別帳』
『男はつらいよ 寅次郎忘れな草』
『大脱獄』
『幸福の黄色いハンカチ』
『キタキツネ物語』
『エル・オー・ヴィ・愛・N・G』
『刑務所の中』
『スパイ・ゾルゲ』
歌
高倉健「網走番外地」
漫画・書籍
徳田球一、志賀義雄『獄中十八年』
吉村昭『破獄』
宮本顕治『網走の覚書』
緒方恭二、福本和也『マル暴株式会社』
野田サトル『ゴールデンカムイ』
ゲーム
『北海道連鎖殺人 オホーツクに消ゆ』
『龍が如く5 夢、叶えし者』

## 参考資料
- “国の重要文化財指定へ！事務局長に聞く「博物館網走監獄」の楽しみ方”. 北海道ファンマガジン.   PNG Office (2015年12月29日). 2016年5月8日閲覧。